# Суворов, Василий Иванович (генерал-майор)
Васи́лий Ива́нович Суво́ров (? — 15 мая 1790) — русский государственный деятель, начальник Нерчинских горных заводов, генерал-майор. Вероятно, двоюродный брат полководца А. В. Суворова.

## Происхождение
Из дворянского рода Суворовых. В литературе иногда принимается за своего полного тезку — отца полководца А. В. Суворова и др.. Их путали ещё при жизни. Забайкальцы — краевед В. Ф. Балабанов и историк В. Г. Изгачёв (к. и. н.), на основании опубликованной переписки и других источников, показали, что отец командира Нерчинских заводов приходился отцу полководца братом. Мать Марфа Никифоровна — дочь московского гостя Сырейщикова.
О личности отца, Ивана Ивановича Суворова, сведения скудны и ещё более противоречивы. В. Н. Балязин в своём беллетризованном сочинении отождествляет его с И. И. Суворовым, «обойного дела учеником», причастным к разглашению информации, приведшей к казни Виллима Монса. Это утверждение, однако, перекликается с документированными сведениями о том, что отец В. И. Суворова в 1726 году «за слова, касающиеся чести императрицы Екатерины I сослан в солдаты» и умер в 1728 году. Позорное наказание объясняет и тот факт, что в родословиях Суворовых, опубликованных в XIX веке, персона либо не упомянута вовсе, либо биографическая справка о ней полностью опущена. До 1726 года И. И. Суворов служил переводчиком (1717), Берг- и Мануфактур-коллегии регистратором. По другим данным в 1741 году числился поручиком и дослужился до капитана Казанского драгунского полка.
Имеются данные, что Василий Иванович Суворов в 1747 году был адъютантом Астраханского пехотного полка; в 1756 — капитаном и лейб-кампании вице-капралом.

## Предыстория Нерчинского горного округа

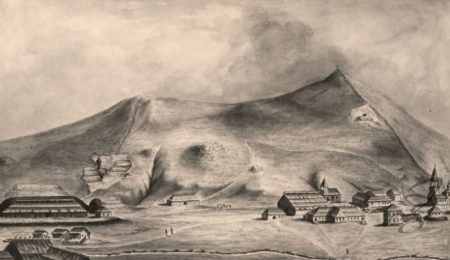
Нерчинский (Аргунский) завод в XVIII веке

Открыл первое в России месторождение серебряных руд — на реке Аргунь в Нерчинской Даурии сын боярский П. Шульгин в 1676 году. На этом месте воеводой И. Е. Власовым был построен Аргунский (Нерчинский) сереброплавильный завод. Строительство первого завода началось после опытных плавок. Первая плавка состоялась в Нерчинске в 1686 году. В 1690—1693 годах завод действовал, но регулярные плавки начались с 1704 года. В 1720-х годах месторождение серебра также было открыто на Алтае, где на Колывано-Воскресенских заводах его стали выплавлять в 1745 году, когда после смерти Акинфия Демидова заводы перешли в казну в ведение Кабинета.
В первой половине XVIII века темпы выплавки серебра на Нерчинском заводе были весьма скромными, в 30-х годах его деятельность даже приостанавливалась. К 60-м годам XVIII века Нерчинский сереброплавильный завод находился в удручающем состоянии. Среди причин этого называли малую власть его администрации.

## Управление Нерчинскими заводами
В мае 1761 года Елизавета Петровна повелела назначить лейб-гвардии капитана В. И. Суворова начальником Нерчинских заводов «для лучшего и порядочного тех заводов, в вящее размножение приведения» и пожаловала ему чин бригадира. Сенатский указ во исполнение этого повеления императрицы издан в сентябре того же года. В Нерчинский Завод Суворов прибыл к 1763 году. 3 марта 1763 года ему был пожалован чин генерал-майора. В марте 1764 года ему направлена высочайше утвержденная инструкция, которая обобщала весь предшествующий опыт государственной добычи и выплавки серебра. Инструкция предоставляла В. И. Суворову право: присваивать офицерские чины до капитана; награждать и наказывать чиновников; комплектовать штат управления заводами; организовывать школы; право определять оплату труда; приглашать необходимых мастеров; организовывать разведку руд с поощрением первооткрывателей. По инструкции Суворову разрешено было довести общее число приписных к заводам крестьян, разночинцев и посадских до 5000 человек. Приписные, поступавшие в распоряжение заводов по рекрутским наборам, освобождались от военной службы.
Должность начальника Нерчинских заводов В. И. Суворов занимал с 1763 по 1775 годы, в течение которых провел их реформирование. При Суворове был запущен Дучарский (1763), построены Кутомарский (1764) и Шилкинский (1769) заводы, перестроены существовавшие и возведены новые печи на старом Нерчинском заводе, разработаны Воздвиженский (1764), Шилкинский (1765), Ильдиканский (1773) и Тайнинский (1773) прииски. При нём открыто 21 новое месторождение серебра. Расширение производства проводил по новой схеме. Ввел сдельную оплату труда рабочих, с использованием которой привлекал к горным работам охотников из приписанных к заводам крестьян. В результате реформ Суворова выплавка серебра достигла невиданных до этого объёмов — 619 пудов в год. За 11 лет его управления (1763—1774) на заводах выплавлено 4 978,5 пудов серебра, тогда как за все предшествующие 59 лет добычи серебра в Забайкалье с 1704 по 1763 год выплавка составила 2006,9 пудов драгоценного металла. В. И. Суворов в отчете подчеркнул, что хотя на Нерчинских заводах впятеро меньше людей, чем на Колывано-Воскресенских, Нерчинские дали лишь в два раза меньше серебра.
Будучи человеком передовой технической мысли, в 1764 году обратился к столичной администрации с ходатайством о применении на Нерчинских заводах паровой машины И. И. Ползунова. Однако из-за бюрократических проволочек положительного разрешения его ходатайство не получило.

## Развитие горнозаводского образования
Инструкция 1764 года предоставляла В. И. Суворову право организовывать школы для обучения мастеровых и служилых людей грамоте, арифметике, геометрии, тригонометрии, механике, пробирному искусству и маркшейдерскому делу, а детей офицеров и служащих, по возможности, немецкому языку, горным наукам и гидравлике. Этому направлению своей деятельности он уделил особое внимание.
Разработанное В. И. Суворовым ещё в 1763 году штатное положение Даурских сереброплавильных заводов и при них Нерчинской заводской школы, утвержденное императрицей Екатериной II в 1765 году, фактически произвело реформу образования в Нерчинском горном округе. В. И. Суворов создал Главную горную школу на правах училища раньше, чем аналогичные учебные заведения появились в Барнауле и Санкт-Петербурге. Это было второе после Екатеринбургской школы среднее учебное заведение. Умело объединив положение о гарнизонной школе и «сиротском» отделении, он сумел увеличить количество учеников школы до 250 человек. Создал систему школ на рудниках и заводах горного округа, значительно увеличив, тем самым, количество обучаемых мальчиков.
Незадолго до отъезда в 1773 году Суворов провёл ещё одну реорганизацию созданной им образовательной системы — всех учащихся — 575 человек перевели на казённое иждивение, сиротское отделение закрыли.
Созданная В. И. Суворовым система школ просуществовала до 1789 года, когда из соображений экономии были закрыты все школы кроме Нерчинской (главной) школы, штат и количество педагогов которой были существенно сокращены. Система Суворова частично была восстановлена в 1803 году.

## Семья
10 января 1780 года женился на Екатерина Александровне, вдове придворного капельмейстера Ивана Андреевича Марашева. Их сын Василий (26.11.1780— ?)

## Награды
В июле 1766 года В. И. Суворов был пожалован орденом Святой Анны.

## Память
Со всеми издержками и недостатками, наделение командира Нерчинских заводов практически неограниченной властью принесло положительные результаты. Данной властью Суворов не злоупотреблял и оставил на Нерчинских заводах о себе хорошую память и как человек, и как специалист.
В 1781 году одному из вновь открытых серебросвинцовых рудников в честь В. И. Суворова дали имя Васильевский (он же Суворовский). Рудник эксплуатировался до 1800 года. В. Ф. Балабанов также приводит «песнь» о В. И. Суворове, сочиненную в конце XVIII века.